# Гінкго більоба (Одеса, територія колишнього санаторію «Росія»)
Гінкго більоба — ботанічна пам'ятка природи місцевого значення. Під охороною знаходилось дерево ґінко дволопатеве. Об'єкт розташований на території міста Одеси Одеської області, санаторій «Росія».
Площа — 0.02 га, статус отриманий у 1983 році.
Станом на 2022 рік дерево знищене.